# Polythore spaeteri
Polythore spaeteri là loài chuồn chuồn trong họ Polythoridae. Loài này được Burmeister & Börzsöny mô tả khoa học đầu tiên năm 2003.